# Elecciones regionales de Emilia-Romaña de 2024
Las elecciones regionales de Emilia-Romaña de 2020 tuvieron lugar los días 17 y 18 de noviembre de 2024 para elegir la Asamblea Legislativa y al Presidente de Emilia-Romaña. Éstas fueron las sextas elecciones regionales de 2024, coincidiendo con las elecciones regionales de Umbría, y las segundas elecciones anticipadas en Emilia-Romaña después de las de 2014.
Las elecciones fueron convocadas antes del vencimiento natural de la legislatura regional, prevista para 2025, tras la dimisión del presidente saliente, Stefano Bonaccini, debido a su elección como eurodiputado en las elecciones europeas de ese mismo año.
Las elecciones fueron ganadas por Michele De Pascale, apoyado por la coalición de centroizquierda y el Movimiento 5 Estrellas, con el 56,77% de los votos, por delante de Elena Ugolini, candidata de la coalición de centroderecha, que en cambio obtuvo el 40,07% de los votos. De Pascale se impuso en todas las circunscripciones provinciales de la región, excepto en Plasencia, donde Ugolini fue la candidata más votada.
La participación electoral fue del 46,42%, la segunda peor participación regional después de las elecciones de 2014 (que registraron una participación del 37,71%).

## Antecedentes
En las últimas elecciones regionales, celebradas en enero de 2020, la coalición de centroizquierda, que apoyó al presidente saliente Stefano Bonaccini (PD), ganó con el 51,42% de los votos válidos, por delante de la coalición de centroderecha que presentó como candidata a Lucia Borgonzoni (Lega), que obtuvo el 43,63% de los votos.
Tras la elección de Bonaccini como eurodiputado en las elecciones europeas del mismo año, al ser ambos cargos incompatibles, el presidente saliente de Emilia-Romaña presentó su dimisión el 12 de julio de 2024. Posteriormente, la vicepresidenta de la región, Irene Priolo, asumió las funciones de Bonaccini hasta la elección de la nueva Asamblea. A partir del 22 de septiembre del mismo año, Priolo asumió también el papel de comisaria extraordinaria para las intervenciones urgentes que fueron necesarias tras las inundaciones que habían azotado la región ese mes.
Las elecciones, inicialmente previstas para 2025, fueron convocadas anticipadamente para el 17 y 18 de noviembre de 2024 por la Presidente en funciones de Emilia-Romaña en acuerdo con el presidente del Tribunal de Apelación de Bolonia. En septiembre (dentro de los 60 días siguientes a la votación), Priolo emitirá el decreto de proclamación de las elecciones, tal como lo exige la ley regional.

## Ley electoral
La ley electoral se establece mediante la ley estatutaria regional n. 21 de 23 de julio de 2014, que entró en vigor con motivo de las elecciones regionales del mismo año.

### Sistema electoral
La Asamblea Legislativa de Emilia-Romaña está compuesta por 50 miembros, incluido el presidente regional. La ley prevé una sola vuelta y la papeleta electoral contempla tanto el voto directo por el candidato presidencial como el voto de lista, asi como la posibilidad de manifestar una o dos preferencias dentro de la lista elegida, indicando el apellido de los candidatos (o nombre y apellido, en caso de homónimos). En caso de que se manifiesten dos preferencias, éstas deberán ser de distinto género (por un hombre y por una mujer, o viceversa); De lo contrario, se cancela la segunda preferencia y sólo sigue siendo válida la primera. El voto exclusivo para una lista vinculada a un candidato presidencial también se considera expresado a favor de dicho candidato. También es posible votar por una lista y por un candidato presidencial que no estén relacionados entre sí ("voto dividido", art. 10).
Es elegido Presidente de la Región el candidato que obtenga la mayoría, aunque sea relativa, de los votos válidos; también se reserva un escaño para el candidato presidencial que logre el segundo puesto. A las listas asociadas al presidente electo se les asigna eventualmente un bono de mayoría, igual a cuatro escaños si la coalición ha obtenido más de 24 escaños mediante la cuota proporcional −con los otros cinco divididos entre las listas opositoras− o a nueve escaños si ha obtenido 24 o menos; También se aplica la "cláusula de garantía", que asigna una cuota adicional de escaños a la coalición que, no habiendo obtenido al menos el 40% de los votos válidos, no haya alcanzado los 27 escaños (art. 13, párrafo 2). La ley también prevé un umbral tanto para las listas únicas (del 3%) como para las listas que apoyan a un candidato presidencial que haya obtenido al menos el 5% de los votos.

### Circunscripciones electorales

Mapa de las circunscripciones electorales al momento de la elección

El territorio de la Región Emilia-Romaña está dividido en circunscripciones electorales correspondientes a las respectivas provincias. La Asamblea Legislativa de Emilia-Romaña está compuesta por 50 miembros, incluido el puesto del Presidente Regional. De acuerdo con el artículo 3 de la ley electoral, cuatro quintos de los consejeros regionales, equivalentes a 40 de los 50 escaños, se eligen mediante un sistema proporcional, sobre la base de listas provinciales; otro escaño se reserva para el candidato presidencial ganador, mientras que los nueve escaños restantes se asignan con un sistema mayoritario, dividiéndose entre los grupos de listas que apoyan al Presidente electo y las listas no asociadas, en diferentes proporciones dependiendo del resultado obtenido por la coalición ganadora. La distribución de escaños entre las circunscripciones se realiza dividiendo el número de habitantes de la región por el número de escaños a distribuir dentro de las circunscripciones provinciales, asignándose los escaños en proporción a la población de cada circunscripción, sobre la base de los cocientes enteros y los restos más altos. La población se determina a partir de los resultados del último censo general, sustituido, a partir de 2018, por el censo permanente de población.
Por decreto del Presidente de la Región del 26 de septiembre de 2024, n.134, se determinó la asignación de 40 de los 50 escaños para las circunscripciones individuales. Los escaños restantes se cubrieron luego de las elecciones.
| Circunscripción | Población al 2021 | Cociente regional: 110 634 | Cociente regional: 110 634 | Escaños asignados |
| Circunscripción | Población al 2021 | Cocientes enteros          | Restos                     | Escaños asignados |
| --- | ----------------- | -------------------------- | -------------------------- | ----------------- |
| Bolonia | 1 010 812         | 9                          | 15 106                     | 9                 |
| Ferrara | 339 573           | 3                          | 7671                       | 3                 |
| Forlì-Cesena | 391 293           | 3                          | 59 391*                    | 4                 |
| Módena | 701 751           | 6                          | 37 947                     | 6                 |
| Parma | 448 916           | 4                          | 6380                       | 4                 |
| Plasencia | 283 435           | 2                          | 62 167*                    | 3                 |
| Ravena | 385 631           | 3                          | 53 729                     | 3                 |
| Reggio-Emilia | 525 586           | 4                          | 83 050*                    | 5                 |
| Rímini | 338 369           | 3                          | 6467                       | 3                 |
| Emilia-Romaña | 4 425 366         | 37                         | 331 908                    | 40                |
| *Los restos más altos que condujeron a la asignación de un escaño adicional a la circunscripción están marcados con un asterisco. |                   |                            |                            |                   |

### Modalidad de voto
Los electores residentes en el territorio regional, pero que padezcan enfermedades graves que les impidan acudir al colegio electoral, podrán votar en su domicilio, solicitando su voto al alcalde de su municipio de residencia, enviando su dirección de domicilio, un número de teléfono, copia de su tarjeta electoral y certificado médico de la autoridad sanitaria local. Los electores con discapacidades motoras (ciegos, amputados de manos o que sufren parálisis u otros impedimentos igualmente graves) tienen derecho a la asistencia de un acompañante de confianza para emitir su voto. Los electores no ambulantes podrán votar en cualquier colegio electoral de su municipio que no cuente con barreras arquitectónicas.
Los pacientes y el personal asistencial de hospitales y residencias de ancianos pueden votar en su lugar de ingreso, si están inscritos en las listas electorales de uno de los municipios de la Región donde se encuentra el establecimiento en el que se encuentran, presentando una solicitud oficial al alcalde de su municipio de residencia. Se han previsto ventajas económicas en las redes de transporte ferroviarias (Trenitalia, Italo y Trenord) y marítimas (CIN, Grimaldi, SNS, NLG), así como en la red de autopistas (AISCAT), para los electores residentes en otra región o en el extranjero, previa presentación de su documento de identidad y de su tarjeta electoral.

## Presentación de las candidaturas
El 8 de julio de 2024, Elena Ugolini, hasta entonces directora de los institutos privados Malpighi de Bolonia, y anteriormente comisaria extraordinaria del Instituto INVALSI y subsecretaria del MIUR, anunció su candidatura a las elecciones regionales. Aunque comenzó su campaña como independiente, Ugolini luego recibió el apoyo oficial de cuatro listas: Hermanos de Italia, Liga (con candidatos de El Pueblo de la Familia), Forza Italia (con candidatos de Nostros Moderados). y la lista cívica Red Cívica – Elena Ugolini Presidente. Además, recibió apoyo externo de Unión de Centro, Alternativa Popular e Independencia!.
El 12 de julio de 2024, la dirección regional del Partido Democrático aprobó oficialmente la candidatura de Michele De Pascale. hasta entonces alcalde de Rávena, así como secretario provincial del partido y presidente de la UPI. De Pascale fue apoyado por cinco listas: Partido Democrático (con candidatos de Democracia Solidaria), Movimiento 5 Estrellas, Alianza Verdes e Izquierda (con candidatos de Coalición Cívica y Posible), Reformista Emilia-Romaña Futura (con candidatos de Acción, Más Europa, Partido Socialista Italiano, Partido Republicano Italiano y Radicales Italianos), y la lista cívica Cívicos con De Pascale Presidente (con candidatos de Italia Viva y Volt)
El 6 de septiembre de 2024, Poder al Pueblo, el Partido Comunista Italiano y el Partido de la Refundación Comunista anunciaron la candidatura conjunta de Federico Serra, trabajador de cooperativas sociales y sindicalista de la Unión Sindical de Base, apoyado por la lista conjunta "Emilia-Romaña por la Paz, el Ambiente y el Trabajo".
El 22 de octubre de 2024, Luca Teodori, fundador del movimiento antivacunas 3V (que sin embargo no apoyó su candidatura) y exmiembro de la Liga Norte en Ferrara, anunció su candidatura al cargo de presidente regional por la lista única "Lealtad, Coherencia, Verdad". La lista también está respaldada por los movimientos Ancora Italia, Juntos Libres, Vida y Movimento por el Italexit.

## Partidos y candidatos
| Partido político o alianza | Partido político o alianza                                               | Listas constituyentes                                                    | Listas constituyentes                                                    | Resultados previos | Resultados previos | Candidato          | Candidato |
| Partido político o alianza | Partido político o alianza                                               | Listas constituyentes                                                    | Listas constituyentes                                                    | %                  | Escaños            | Candidato          | Candidato |
| -------------------------- | ------------------------------------------------------------------------ | ------------------------------------------------------------------------ | ------------------------------------------------------------------------ | ------------------ | ------------------ | ------------------ | --------- |
|                            | Coalición de centroizquierda                                             |                                                                          | Partido Democrático (incl. DemoS)                                        | 34,7               | 22                 | Michele De Pascale |           |
|                            | Coalición de centroizquierda                                             | Alianza Verdes e Izquierda (incl. SI, EV, Pos)                           | 5,7                                                                      | 3                  |                    | Michele De Pascale |           |
|                            | Coalición de centroizquierda                                             | Movimiento 5 Estrellas                                                   | 4,7                                                                      | 2                  |                    | Michele De Pascale |           |
|                            | Coalición de centroizquierda                                             | Reformista Emilia-Romaña Futura (incl. Az, +E, PSI, PRI, RI)             | 1,5                                                                      | –                  |                    | Michele De Pascale |           |
|                            | Coalición de centroizquierda                                             | Cívicos con De Pascale Presidente (incl. IV, Volt)                       | –                                                                        | –                  |                    | Michele De Pascale |           |
|                            | Coalición de centroderecha                                               |                                                                          | Liga (incl. PdF)                                                         | 32,0               | 14                 | Elena Ugolini      |           |
|                            | Coalición de centroderecha                                               | Hermanos de Italia                                                       | 8,6                                                                      | 3                  |                    | Elena Ugolini      |           |
|                            | Coalición de centroderecha                                               | Forza Italia (incl. NM)                                                  | 2,6                                                                      | 1                  |                    | Elena Ugolini      |           |
|                            | Coalición de centroderecha                                               | Red Cívica – Elena Ugolini Presidente                                    | –                                                                        | –                  |                    | Elena Ugolini      |           |
|                            | Emilia-Romaña por la Paz, el Ambiente y el Trabajo (incl. PRC, PCI, PaP) | Emilia-Romaña por la Paz, el Ambiente y el Trabajo (incl. PRC, PCI, PaP) | Emilia-Romaña por la Paz, el Ambiente y el Trabajo (incl. PRC, PCI, PaP) | 0,7                | –                  | Federico Serra     |           |
|                            | Lealtad Coherencia Verdad (incl. M3V)                                    | Lealtad Coherencia Verdad (incl. M3V)                                    | Lealtad Coherencia Verdad (incl. M3V)                                    | 0,5                | –                  | Luca Teodori       |           |

## Campaña

### Debates
| Fecha                                                   | Lugar                                                   | Organizador                                             | Link                                                    | Participantes            | Participantes | Participantes | Participantes | Fuente |   |   |    |    |        |
| P Presente A Ausente invitado NI No invitado I Invitado | P Presente A Ausente invitado NI No invitado I Invitado | P Presente A Ausente invitado NI No invitado I Invitado | P Presente A Ausente invitado NI No invitado I Invitado | De Pascale               | Ugolini       | Serra         | Teodori       | Fuente |   |   |    |    |        |
| ------------------------------------------------------- | ------------------------------------------------------- | ------------------------------------------------------- | ------------------------------------------------------- | ------------------------ | ------------- | ------------- | ------------- | ------ | - | - | -- | -- | ------ |
| P Presente A Ausente invitado NI No invitado I Invitado | P Presente A Ausente invitado NI No invitado I Invitado | P Presente A Ausente invitado NI No invitado I Invitado | P Presente A Ausente invitado NI No invitado I Invitado | 22 de septiembre de 2024 | Parma         | Open          | Resoconto     | Fuente | P | P | NI | NI | [ 41 ] |
| 8 de octubre de 2024                                    | Castelfranco Emilia                                     | Confagricoltura Emilia                                  | Resoconto                                               | P                        | P             | NI            | NI            | [ 42 ] |   |   |    |    |        |
| 15 de octubre de 2024                                   | Rímini                                                  | CNA                                                     | Video                                                   | P                        | P             | P             | NI            | [ 43 ] |   |   |    |    |        |
| 18 de octubre de 2024                                   | Savhotel, Bolonia                                       | UIL Emilia-Romaña                                       | Resoconto                                               | P                        | P             | NI            | NI            | [ 44 ] |   |   |    |    |        |
| 14 de noviembre de 2024                                 | Teatro Duse, Bolonia                                    | Il Resto del Carlino                                    | Resoconto                                               | P                        | P             | NI            | NI            | [ 45 ] |   |   |    |    |        |

## Encuestas de opinión

### Candidatos
Boca de urna (exit poll)
| Fecha       | Encuestadora | Muestra | De Pascale  | Ugolini   | Otros   | NS/NC | Dif. |   |           |           |         |   |      |
| ----------- | ------------ | ------- | ----------- | --------- | ------- | ----- | ---- | - | --------- | --------- | ------- | - | ---- |
| Fecha       | Encuestadora | Muestra | 18 Oct 2024 | Opinio    | Otros   | NS/NC | Dif. | – | 53,0–57,0 | 39,0–43,0 | 1,0–4,0 | – | 14,0 |
| 18 Oct 2024 | SWG          | –       | 54,5–58,5   | 39,5–43,5 | 1,0–3,0 | –     | 15,0 |   |           |           |         |   |      |
| 15 Oct 2024 | BiDiMedia    | 1.000   | 55,9        | 42,5      | 1,6     | 22,0  | 13,4 |   |           |           |         |   |      |
| 15 Sep 2024 | YouTrend     | 1.008   | 56,8        | 43,2      | 0,0     | 48,8  | 13,6 |   |           |           |         |   |      |
| 22 Aug 2024 | Noto         | 1.000   | 52,0        | 44,0      | 4,0     | 31,0  | 8,0  |   |           |           |         |   |      |

### Partidos
| Fecha       | Encuestadora | Muestra | Centroizquierda | Centroizquierda | Centroizquierda | Centroizquierda | Centroizquierda | Centroizquierda | Centroderecha | Centroderecha | Centroderecha | Centroderecha | ERPAL | LCV | Dif. |     |     |   |      |
| Fecha       | Encuestadora | Muestra | PD              | AVS             | M5S             | RERF            | Civici          | IV              | Lega          | FdI           | FI            | RC            | ERPAL | LCV | Dif. |     |     |   |      |
| ----------- | ------------ | ------- | --------------- | --------------- | --------------- | --------------- | --------------- | --------------- | ------------- | ------------- | ------------- | ------------- | ----- | --- | ---- | --- | --- | - | ---- |
| Fecha       | Encuestadora | Muestra | 15 Oct 2024     | BiDiMedia       | 1.000           | 35,7            | 6,7             | 5,1             | 3,0           | 3,4           | 1,8           | 6,1           | 24,7  | 5,6 | Dif. | 6,5 | 1,4 | – | 11,0 |
| 15 Sep 2024 | Youtrend     | 1008    | 35,1            | 6,0             | 6,5             | –               | –               | 1,6             | 6,8           | 29,3          | 6,0           | –             | –     | –   | 5,8  |     |     |   |      |

## Resultados

Partido más votado por comune

Candidato a presidente más votado por comune

| Resultados por partido Resultados por coalición             |                      |           |        |         |                                       |                                                    |           |        |         |
| Candidatos                                                  | Candidatos           | Votos     | %      | Escaños | Partidos                              | Partidos                                           | Votos     | %      | Escaños |
|                                                             | Michele De Pascale   | 922.150   | 56,77  | 1       |                                       | Partido Democrático                                | 641.704   | 42,94  | 27      |
|                                                             | Michele De Pascale   | 922.150   | 56,77  | 1       | Alianza Verdes e Izquierda            | 79.236                                             | 5,30      | 3      |         |
|                                                             | Michele De Pascale   | 922.150   | 56,77  | 1       | Cívicos con De Pascale Presidente     | 57.400                                             | 3,84      | 2      |         |
|                                                             | Michele De Pascale   | 922.150   | 56,77  | 1       | Movimiento 5 Estrellas                | 53.075                                             | 3,55      | 1      |         |
|                                                             | Michele De Pascale   | 922.150   | 56,77  | 1       | Reformista Emilia-Romaña Futura       | 25.729                                             | 1,72      | –      |         |
| Total                                                       | Total                | 922.150   | 56,77  | 1       | 857.144                               | 57,36                                              | 33        |        |         |
|                                                             | Elena Ugolini        | 650.935   | 40,07  | 1       |                                       | Hermanos de Italia                                 | 354.833   | 23,74  | 11      |
|                                                             | Elena Ugolini        | 650.935   | 40,07  | 1       | Forza Italia                          | 83.998                                             | 5,62      | 2      |         |
|                                                             | Elena Ugolini        | 650.935   | 40,07  | 1       | Liga                                  | 78.734                                             | 5,27      | 1      |         |
|                                                             | Elena Ugolini        | 650.935   | 40,07  | 1       | Red Cívica – Elena Ugolini Presidente | 76.988                                             | 5,15      | 1      |         |
| Total                                                       | Total                | 650.935   | 40,07  | 1       | 594.553                               | 39,79                                              | 15        |        |         |
|                                                             | Federico Serra       | 31.483    | 1,94   | –       |                                       | Emilia-Romaña por la Paz, el Ambiente y el Trabajo | 27.337    | 1,83   | –       |
|                                                             | Luca Teodori         | 19.831    | 1,22   | –       |                                       | Lealtad Coherencia Verdad                          | 15.341    | 1,03   | –       |
|                                                             |                      |           |        |         |                                       |                                                    |           |        |         |
| Total candidatos                                            | Total candidatos     | 1.624.399 | 97,85  | 2       | Total partidos                        | Total partidos                                     | 1.494.375 | 100,00 | 48      |
| Votos en blanco                                             | Votos en blanco      | 10.781    | 0,65   |         |                                       |                                                    |           |        |         |
| Votos nulos                                                 | Votos nulos          | 24.772    | 1,49   |         |                                       |                                                    |           |        |         |
| Votos impugnados                                            | Votos impugnados     | 90        | 0,01   |         |                                       |                                                    |           |        |         |
| Participación                                               | Participación        | 1.660.042 | 46,42  |         |                                       |                                                    |           |        |         |
| Votantes registrados                                        | Votantes registrados | 3.576.451 | 100,00 |         |                                       |                                                    |           |        |         |
| Fuente: Ministerio del Interior – Elección en Emilia-Romaña |                      |           |        |         |                                       |                                                    |           |        |         |

| \| Voto popular \| Voto popular \| Voto popular \| Voto popular \| Voto popular \| \| ------------ \| ------------ \| ------------ \| ------------ \| ------------ \| \| \| \| \| \| \| \| PD \| PD \| \| 42.94 % \| 42.94 % \| \| FdI \| FdI \| \| 23.74 % \| 23.74 % \| \| FI \| FI \| \| 5.62 % \| 5.62 % \| \| AVS \| AVS \| \| 5.30 % \| 5.30 % \| \| Lega \| Lega \| \| 5.27 % \| 5.27 % \| \| RC \| RC \| \| 5.15 % \| 5.15 % \| \| Civici \| Civici \| \| 3.84 % \| 3.84 % \| \| M5S \| M5S \| \| 3.55 % \| 3.55 % \| \| ERPAL \| ERPAL \| \| 1.83 % \| 1.83 % \| \| RERF \| RERF \| \| 1.72 % \| 1.72 % \| \| LCV \| LCV \| \| 1.03 % \| 1.03 % \| |        |  |         |         |
| Voto popular |        |  |         |         |
| |        |  |         |         |
| PD | PD     |  | 42.94 % | 42.94 % |
| FdI | FdI    |  | 23.74 % | 23.74 % |
| FI | FI     |  | 5.62 %  | 5.62 %  |
| AVS | AVS    |  | 5.30 %  | 5.30 %  |
| Lega | Lega   |  | 5.27 %  | 5.27 %  |
| RC | RC     |  | 5.15 %  | 5.15 %  |
| Civici | Civici |  | 3.84 %  | 3.84 %  |
| M5S | M5S    |  | 3.55 %  | 3.55 %  |
| ERPAL | ERPAL  |  | 1.83 %  | 1.83 %  |
| RERF | RERF   |  | 1.72 %  | 1.72 %  |
| LCV | LCV    |  | 1.03 %  | 1.03 %  |

| \| Presidente \| Presidente \| Presidente \| Presidente \| Presidente \| \| ---------- \| ---------- \| ---------- \| ---------- \| ---------- \| \| \| \| \| \| \| \| De Pascale \| De Pascale \| \| 56.77 % \| 56.77 % \| \| Ugolini \| Ugolini \| \| 40.07 % \| 40.07 % \| \| Serra \| Serra \| \| 1.94 % \| 1.94 % \| \| Teodori \| Teodori \| \| 1.22 % \| 1.22 % \| |            |  |         |         |
| Presidente |            |  |         |         |
| |            |  |         |         |
| De Pascale | De Pascale |  | 56.77 % | 56.77 % |
| Ugolini | Ugolini    |  | 40.07 % | 40.07 % |
| Serra | Serra      |  | 1.94 %  | 1.94 %  |
| Teodori | Teodori    |  | 1.22 %  | 1.22 %  |

| \| Porcentaje de escaños \| Porcentaje de escaños \| Porcentaje de escaños \| Porcentaje de escaños \| Porcentaje de escaños \| \| --------------------- \| --------------------- \| --------------------- \| --------------------- \| --------------------- \| \| \| \| \| \| \| \| Centroizquierda \| Centroizquierda \| \| 68.00 % \| 68.00 % \| \| Centroderecha \| Centroderecha \| \| 32.00 % \| 32.00 % \| |                 |  |         |         |
| Porcentaje de escaños |                 |  |         |         |
| |                 |  |         |         |
| Centroizquierda | Centroizquierda |  | 68.00 % | 68.00 % |
| Centroderecha | Centroderecha   |  | 32.00 % | 32.00 % |

### Resultados por provincia y ciudad capital
| Provincia     | Michele De Pascale | Elena Ugolini  | Otros        |                |              |
| ------------- | ------------------ | -------------- | ------------ | -------------- | ------------ |
| Provincia     | Bolonia            | 251.388 60,85% | Otros        | 146.175 35,38% | 15.592 3,77% |
| Módena        | 151.412 59,05%     | 98.182 38,29%  | 6.816 2,66%  |                |              |
| Reggio Emilia | 116.493 62,49%     | 63.611 34,12%  | 6.303 3,39%  |                |              |
| Parma         | 77.303 51,24%      | 69.211 45,88%  | 4.354 2,89%  |                |              |
| Forlì-Cesena  | 81.98558,17%       | 55.270 39,22%  | 3.674 2,61%  |                |              |
| Ravena        | 86.98758,16%       | 57.438 38,40%  | 5.135 3,52%  |                |              |
| Ferrara       | 58.14748,77%       | 57.533 48,25%  | 3.559 2,98%  |                |              |
| Rímini        | 59.60452,22%       | 51.036 44,71%  | 3.501 3,07%  |                |              |
| Plasencia     | 38.831 41,45%      | 52.479 56,01%  | 2.380 2,54%  |                |              |
|               |                    |                |              |                |              |
| Total         | 922.15056,77%      | 650.935 40,07% | 51.314 3,16% |                |              |

| Ciudad        | Michele De Pascale | Elena Ugolini  | Otros       |               |             |
| ------------- | ------------------ | -------------- | ----------- | ------------- | ----------- |
| Ciudad        | Bolonia            | 102.589 63,55% | Otros       | 51.567 31,94% | 7.281 4,51% |
| Modena        | 46.486 65,85%      | 22.286 31,57%  | 1.822 2,58% |               |             |
| Reggio Emilia | 37.836 64,86%      | 18.619 31,92%  | 1.882 3,22% |               |             |
| Parma         | 36.828 55,99%      | 27.012 41,06%  | 1.940 2,95% |               |             |
| Forlì         | 24.79958,91%       | 16.271 38,65%  | 1.028 2,44% |               |             |
| Ravenna       | 34.96258,22%       | 22.666 37,75%  | 2.421 4,03% |               |             |
| Ferrara       | 26.81654,17%       | 21.160 42,74%  | 1.530 3,09% |               |             |
| Rimini        | 27.587 53,63%      | 22.337 43,42%  | 1.520 2,95% |               |             |
| Piacenza      | 15.116 46,15%      | 16.643 50,82%  | 992 3,03%   |               |             |

### Participación
| Región                                          | Hora       | Hora       | Hora       | Hora     |
| Región                                          | Domingo 17 | Domingo 17 | Domingo 17 | Lunes 18 |
| Región                                          | 12:00      | 19:00      | 23:00      | 15:00    |
| ----------------------------------------------- | ---------- | ---------- | ---------- | -------- |
| Emilia-Romaña                                   | 11,55%     | 31,01%     | 35,77%     | 46,42%   |
| Provincia                                       | Hora       | Hora       | Hora       | Hora     |
| Provincia                                       | Domingo 17 | Domingo 17 | Domingo 17 | Lunes 18 |
| Provincia                                       | 12:00      | 19:00      | 23:00      | 15:00    |
| Bolonia                                         | 13,06%     | 35,00%     | 40,58%     | 51,66%   |
| Ferrara                                         | 11,12%     | 28,98%     | 32,90%     | 43,13%   |
| Forlì-Cesena                                    | 11,18%     | 30,20%     | 34,34%     | 45,50%   |
| Módena                                          | 11,55%     | 31,61%     | 36,60%     | 47,20%   |
| Parma                                           | 10,14%     | 27,88%     | 32,21%     | 42,70%   |
| Plasencia                                       | 10,87%     | 27,39%     | 31,56%     | 41,49%   |
| Ravena                                          | 13,14%     | 33,72%     | 38,52%     | 49,72%   |
| Reggio Emilia                                   | 11,41%     | 30,66%     | 35,25%     | 45,44%   |
| Rímini                                          | 8,95%      | 25,80%     | 30,17%     | 40,73%   |
| Source: Ministerio del Interior – Participación |            |            |            |          |

### Consejeros electos
| Circunscripción            | Partido | Partido | Consejero            | Votos  |
| -------------------------- | ------- | ------- | -------------------- | ------ |
| Emilia-Romaña (en general) |         | PD      | Michele De Pascale   | —      |
| Emilia-Romaña (en general) |         | RC      | Elena Ugolini        | —      |
| Bolonia                    |         | PD      | Isabella Conti       | 19.414 |
| Bolonia                    |         | PD      | Irene Priolo         | 16.818 |
| Bolonia                    |         | PD      | Raffaele Donini      | 11.661 |
| Bolonia                    |         | PD      | Maurizio Fabbri      | 11.486 |
| Bolonia                    |         | PD      | Fabrizio Castellari  | 7.604  |
| Bolonia                    |         | FdI     | Marta Evangelisti    | 15.928 |
| Bolonia                    |         | FdI     | Francesco Sassone    | 5.887  |
| Bolonia                    |         | FI      | Valentina Castaldini | 2.926  |
| Bolonia                    |         | AVS     | Simona Larghetti     | 2.972  |
| Bolonia                    |         | RC      | Marco Mastacchi      | 2.428  |
| Bolonia                    |         | Civici  | Giovanni Gordini     | 2.093  |
| Bolonia                    |         | M5S     | Lorenzo Casadei      | 473    |
| Ferrara                    |         | PD      | Paolo Calvano        | 5.628  |
| Ferrara                    |         | PD      | Marcella Zappaterra  | 5.561  |
| Ferrara                    |         | FdI     | Alessandro Balboni   | 4.068  |

| Circunscripción | Partido | Partido | Consejero             | Votos  |
| --------------- | ------- | ------- | --------------------- | ------ |
| Forlì-Cesena    |         | PD      | Daniele Valbonesi     | 9.455  |
| Forlì-Cesena    |         | PD      | Valentina Ancarani    | 8.685  |
| Forlì-Cesena    |         | PD      | Francesca Lucchi      | 7.352  |
| Forlì-Cesena    |         | FdI     | Luca Pestelli         | 5.349  |
| Módena          |         | PD      | Gian Carlo Muzzarelli | 13.522 |
| Módena          |         | PD      | Maria Costi           | 11.876 |
| Módena          |         | PD      | Luca Sabattini        | 8.321  |
| Módena          |         | PD      | Ludovica Ferrari      | 5.049  |
| Módena          |         | FdI     | Annalisa Arletti      | 7.764  |
| Módena          |         | FdI     | Ferdinando Pulitanò   | 6.371  |
| Módena          |         | AVS     | Paolo Trande          | 2.290  |
| Módena          |         | Civici  | Vincenzo Paldino      | 1.837  |
| Parma           |         | PD      | Barabara Lori         | 10.068 |
| Parma           |         | PD      | Andrea Massari        | 10.043 |
| Parma           |         | PD      | Matteo Daffadà        | 6.726  |
| Parma           |         | FdI     | Priamo Bocchi         | 4.887  |
| Parma           |         | FI      | Pietro Vignali        | 7.870  |
| Parma           |         | Lega    | Tommaso Fiazza        | 2.924  |

| Circunscripción | Partido | Partido | Consejero             | Votos  |
| --------------- | ------- | ------- | --------------------- | ------ |
| Plasencia       |         | PD      | Luca Quintavalla      | 5.897  |
| Plasencia       |         | PD      | Lodovico Albasi       | 3.596  |
| Plasencia       |         | FdI     | Giancarlo Tagliaferri | 7.539  |
| Ravena          |         | PD      | Eleonora Proni        | 8.852  |
| Ravena          |         | PD      | Niccolò Bosi          | 5.813  |
| Ravena          |         | FdI     | Alberto Ferrero       | 3.183  |
| Reggio Emilia   |         | PD      | Alessio Mammi         | 18.394 |
| Reggio Emilia   |         | PD      | Elena Carletti        | 13.482 |
| Reggio Emilia   |         | PD      | Andrea Costa          | 6.398  |
| Reggio Emilia   |         | PD      | Anna Fornili          | 5.952  |
| Reggio Emilia   |         | FdI     | Alessandro Aragona    | 3.098  |
| Reggio Emilia   |         | AVS     | Paolo Burani          | 1.640  |
| Rímini          |         | PD      | Alice Parma           | 9.668  |
| Rímini          |         | PD      | Emma Petitti          | 8.719  |
| Rímini          |         | FdI     | Nicola Marcello       | 6.702  |

1. ↑  Como Presidente de la Región.
2. ↑  Como segunda candidata más votada a la Presidencia de la Región.
3. ↑  Reemplazada por Francesco Critelli tras su nombramiento como asesora regional.
4. ↑  Reemplazada por Simona Lembi tras su nombramiento como asesora regional.
5. ↑  Reemplazado por Maria Laura Arduini tras su nombramiento como asesoro regional.